# 马尔特
马尔特（德語：Marth）是德国图林根州的市镇，隶属于艾希斯费尔德县。总面积为4.88平方千米，截至2023年12月31日总人口为310人。